# Shidler
Shidler – miejscowość w Stanach Zjednoczonych, w stanie Oklahoma, w hrabstwie Osage.